# دبیرستان سنایی
دبیرستان سنایی مربوط به دوره پهلوی اول است و در شهرستان تنکابن، بخش خرم‌آباد، شهر خرم‌آباد، دبیرستان سنایی واقع شده و این اثر در تاریخ ۲۶ اسفند ۱۳۸۶ با شمارهٔ ثبت ۲۱۹۹۴ به‌عنوان یکی از آثار ملی ایران به ثبت رسیده است. مدیریت این دبیرستان بر عهده نصران خلعتبری است.